# Нейтральная территория
Нейтральная территория — территория (не суверенное государство), которая не является неотъемлемой частью какого-либо государства (ни независимого, ни находящегося в зависимости от другого государства, ни колонии или протектората, ни концессии), но и не являющаяся terra nullius. Является объектом международного соглашения между несколькими сторонами (как правило, сопредельными государствами и/или их колонизаторами и т. п.), согласно которому ни одна из сторон не должна устанавливать управление над территорией по крайней мере в течение всего срока действия соглашения.
Для определённой границами нейтральной территории часто применяется термин нейтральная зона. Известны нейтральные зоны:
- Коалу[англ.] — кондоминиум и нейтральная зона между Бенином и Буркина-Фасо, с 2009 года район управляется Совместным комитетом по согласованному управлению областью Куру/Коалу (COMGEC-K).
- Нейтральный Мореснет (1816—1919 годы) — нейтральная зона между Соединённым королевством Нидерландов (а позже Бельгией) и Пруссией (позже Германской империей),
- Нейтральная зона (саудовско-иракская),
- Нейтральная зона (саудовско-кувейтская),
- Транс-каракорумский тракт,
- Нейтральная зона (Гибралтар),
- Нейтральная зона (Сеута),
- Нейтральная зона (Мелилья).
- Нейтральная зона Эль-Ауджи (израильско-египетская)
- Нейтральная земля (также Нейтральная полоса, Нейтральная территория или Сабинское свободное государство) — историческое название района современного американского штата Луизиана, принадлежность которого в начале XIX века оспаривали друг у друга Соединённые Штаты и Испания.

Во многих случаях нейтральные территории также являются демилитаризованными зонами.